# خرمدشت (تاكستان)
خرمدشت (بالفارسية: خرمدشت) هي مدينة تقع في إيران في قزوين. يقدر عدد سكانها بـ 6,192 نسمة .